# Chijtal
Chijtal är en ort i Mexiko.   Den ligger i kommunen Oxchuc och delstaten Chiapas, i den sydöstra delen av landet, 800 km öster om huvudstaden Mexico City. Chijtal ligger 1 682 meter över havet och antalet invånare är 156.
Terrängen runt Chijtal är lite bergig. Runt Chijtal är det ganska tätbefolkat, med 75 invånare per kvadratkilometer. Närmaste större samhälle är Chanal, 17,7 km söder om Chijtal. I omgivningarna runt Chijtal växer i huvudsak städsegrön lövskog.